# Otto zu Castell-Rüdenhausen

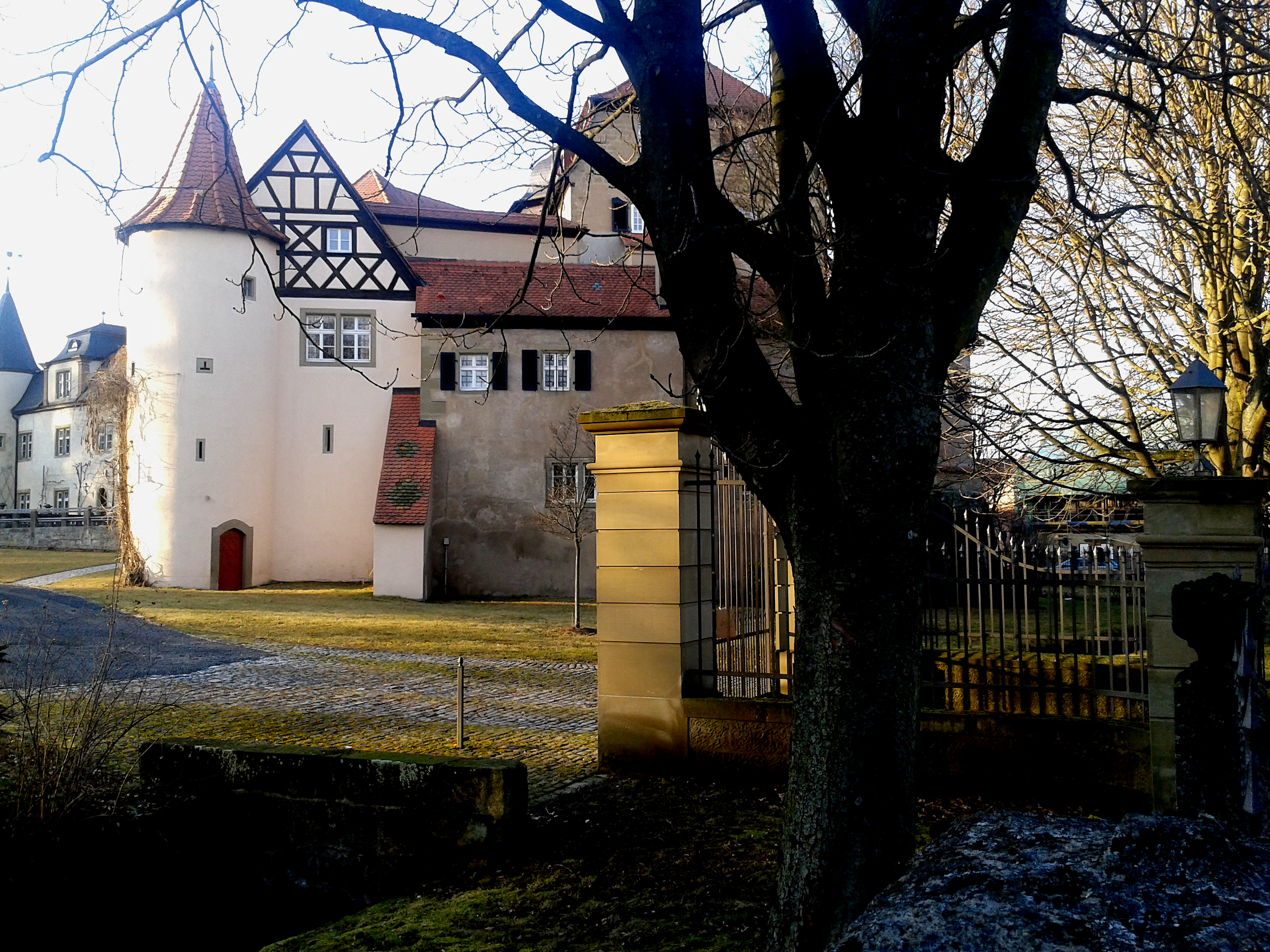
Schloss Rüdenhausen

Otto Friedrich Carl Fürst zu Castell-Rüdenhausen (Würzburg, 31 mei 1985) is de 6e vorst en hoofd van de linie Castell-Rüdenhausen.

## Biografie
Castell-Rüdenhausen werd geboren als lid van het geslacht Castell en zoon van Johann-Friedrich Fürst zu Castell-Rüdenhausen (1948-2014) en diens vrouw Maria Gräfin von Schönburn-Wiesentheid (1958). Hij behaalde een M.Sc., is bankier en lid van de familiefirma van de vorstelijke Castell'schen Bank en daarnaast is hij land- en bosbouwer. Hij bewoont met zijn moeder, jongste zus en broer het stamslot van deze linie van het geslacht, Schloss Rüdenhausen. In 2018 trouwde hij met Sophia Mautner von Markhof (1989).
Na het overlijden van zijn vader volgde hij hem in 2014 als oudste zoon op als (6e) vorst en hoofd van de linie Castell-Rüdenhausen. (Formeel is hij volgens het Duitse naamrecht Graf zu Castell-Rüdenhausen; volgens familietraditie wordt hij echter aangeduid als Fürst zu Castell-Rüdenhausen.)